# كارل ديفيد تولمي رونجه
كارل ديفيد تولمي رونج هو عالم رياضيات وفيزياء ألماني (بالألمانية: Carl David Tolmé Runge)‏ ولد في 30 أغسطس 1856 وتوفي في 3 يناير 1927. شارك في طريقة رونج-كوتا في مجال ما يعرف اليوم بالتحليل العددي.

## حياته
قضى بداية حياته في كوبا، حيث كان والده يوليوس رونج القنصل الدنماركي. انتقلت العائلة لاحقا إلى بريمن، حيث توفي والده في عام 1864. في عام 1880 حصل على الدكتوراه في الرياضيات في برلين، حيث درس تحت إشراف العالم كارل ويرستراس. في عام 1886 أصبح أستاذا في جامعة هانوفر. في عام 1904 وبناء على مبادرة من فيليكس كلاين انتقل إلى جامعة غوتنغن وعمل بها حتى تقاعده في عام 1925.

## إهتماماته
- في مجال الرياضيات : الرياضيات البحتة.
- في مجال الفيزياء : الطيف، الجيوديسيا ، الفيزياء الفلكية.

## إنجازاته
- نظرية رونج
- الطرق الرسومية.
- تحليل المتجهات .

## الجوائز
- تسمية أحد الأقمار الفلكية باسمه.(Runge crater)

## وصلات خارجية
- Carl David Tolmé Runge at the Mathematics Genealogy Project